# 高千穂大学
高千穂大学（たかちほだいがく、英語: Takachiho University）は、東京都杉並区大宮2-19-1に本部を置く日本の私立大学。1903年創立、1950年大学設置。大学の略称は高千穂大。

## 沿革

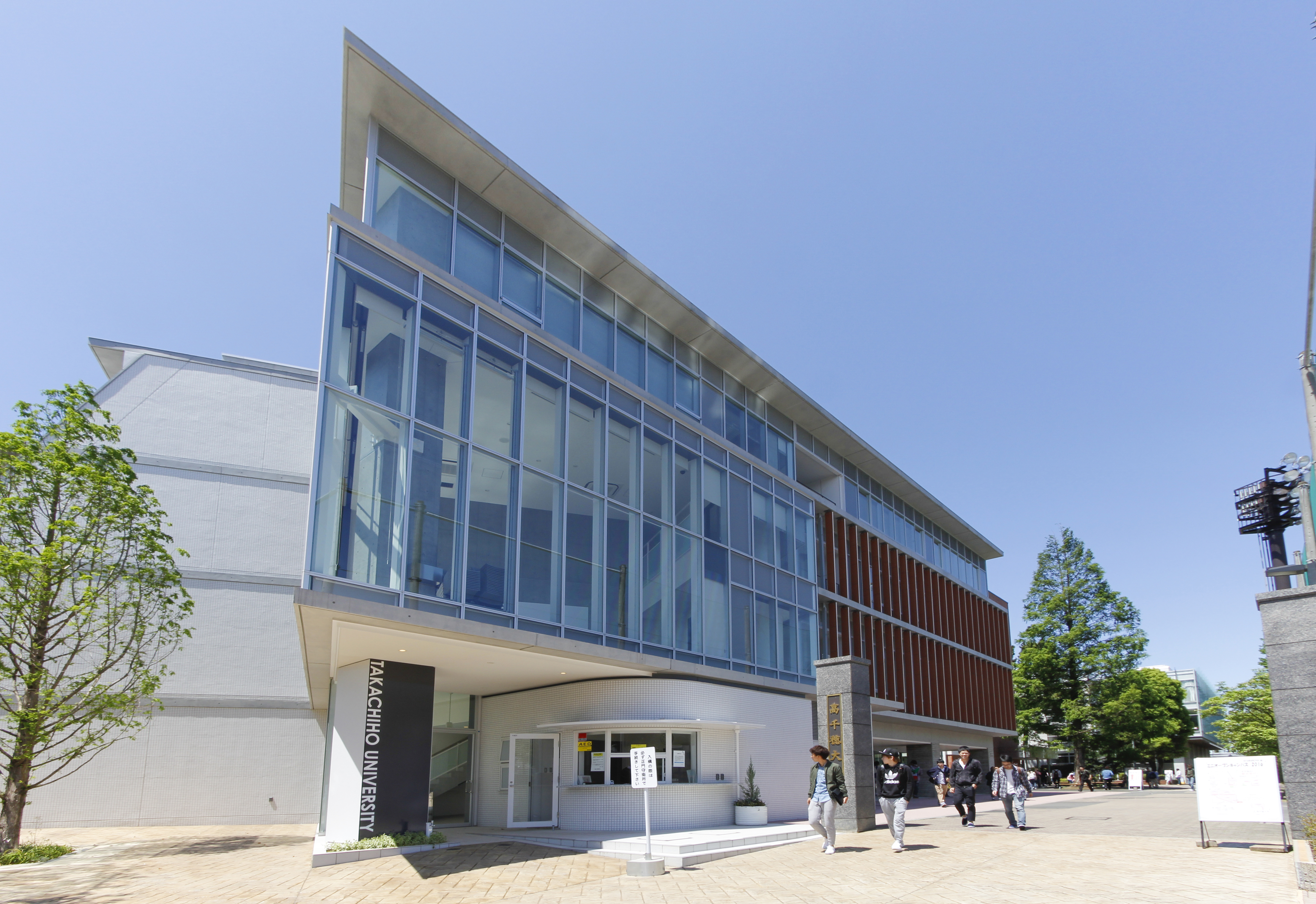
高千穂大学　1号館

高千穂大学は、私学として日本で初めての高等商業学校を前身としている。
- 1903年（明治36年）4月 - 川田鐵彌が東京府豊多摩郡大久保村字高馬（現在の東京都新宿区新宿七丁目）に高千穂学校を創立。高千穂尋常高等小学校を開校

1学級40名 定員240名
- 1907年（明治40年）4月 - 高千穂幼稚園を開園
- 1909年（明治42年）4月 - 高千穂中学校（旧制）を開校

1学年1学級40名 定員200名
- 1911年（明治44年）- 渋沢栄一が評議員になる。
- 1914年（大正3年）4月 - 高千穂高等商業学校（旧制）を東京府豊多摩郡和田堀内村字大宮に開校（日本初の私立の高等商業学校）

予科1年、本科3年 定員200名
- 1928年（昭和3年）11月 - 川田鐵彌藍綬褒賞を拝受
- 1933年（昭和8年）10月 - 高千穂神社建立
- 1944年（昭和19年）3月 - 高千穂高等商業学校を高千穂経済専門学校（旧制）に改称
- 1950年（昭和25年）3月 - 新学制に移行し、高千穂商科大学へ昇格（商学部商学科）
- 1950年（昭和25年）4月 - 商学会発足
- 1951年（昭和26年） - 川田鐵彌藍綬褒章飾板拝受
- 1953年（昭和28年） - 高千穂学校創立50周年
- 1959年（昭和34年） - 創設者の川田鐵彌が逝去
- 1963年（昭和38年） - 高千穂小学校が休校（旧制より55期）
- 1966年（昭和41年） 
  - 経理研究所設置
  - 5月 - 高千穂学校から高千穂学園に法人名改称
- 1968年（昭和43年）- 高千穂中学校が休校（新制より20期）
- 1970年（昭和43年）- 小池厚之助理事長就任
- 1971年（昭和46年）6月 - ストア・マネジメント研究所設置
- 1972年（昭和47年）4月 - 語学研究所設置
- 1973年（昭和48年） - 高千穂高等学校が休校（新制より25期）
- 1984年（昭和59年）3月 - 合気道場杉並区有形文化財に指定[1]
- 1987年（昭和62年）4月 - 三研究所を統合し、総合研究所として設置
- 1990年（平成2年）4月 - 商学部に経営学科を設置
- 1993年（平成5年）2月 - 一般入試Ⅰ期において日本武道館を使用（志願者14,000名超）
- 1996年（平成8年）4月 - 大学院経営学研究科（修士課程）を設置
- 1997年（平成9年）4月 - アジア研究交流センター設置
- 1998年（平成10年）
  - 4月 - 大学院経営学研究科に博士後期課程設置
  - 10月 - 登戸グラウンド取得
- 2001年（平成13年）4月 - 高千穂大学に校名を改称。経営学部経営学科を設置
- 2002年（平成14年）4月 - アドバイザー制度を導入
- 2003年（平成15年）
  - 4月 - 高千穂学校発祥の地碑建立（新宿区7-26）
  - 5月 - 高千穂学園創立100周年
- 2007年（平成19年）4月 - 人間科学部人間科学科（人間科学専攻・児童教育専攻）を設置
- 2011年（平成23年）4月 - 経営学部に経営法務コースを設置
- 2015年（平成27年）9月 - 新1号館竣工
- 2016年（平成28年）4月 - 人間科学部に心理・コミュニケーションコース、社会・ライフデザインコースを設置
- 2017年（平成29年）
  - 4月 - 経営学部に情報コース、商学部に観光・地域プログラムを設置
  - 10月 - 新体育館・7号館竣工
- 2018年（平成30年）
  - 4月 - 商学部にファイナンシャルマスタープログラムを設置
  - 5月 - 高千穂学園創立115周年
- 2020年（令和2年）4月 - ハイブリッド型サポートシステムを導入[2]
- 2021年（令和3年）4月 - 留学支援団体JSAFとパートナシップを締結[3]
- 2023年（令和5年）
  - 5月 - 高千穂学園創立120周年
  - 6月 - 登戸総合グラウンド新クラブハウス竣工

## 校章・シンボルマーク・校歌

### 校章・シンボルマーク
校章には稲、鏡、鵄（とび）が刻まれている。稲は「知性（知）」、鏡は「徳（真心）」、鵄は「体（勇気）」を意味し、これら知・徳・体を4年間の大学生活において体現することを意味している。
シンボルマークの3つのパーツは、知・徳・体それぞれを表現している。

### 校歌
- 作詞：川田鐵彌　作曲：久保島裕

## 教育及び研究

### 学部
- 商学部
  - 商学科
    - マーケティングコース
    - 金融コース
    - 会計コース
- 経営学部
  - 経営学科
    - 企業経営コース
    - 経営法務コース
    - 起業・事業承継コース
    - 情報コース
- 人間科学部
  - 人間科学科
    - 人間科学専攻
      - 社会・ライフデザインコース
      - 心理・コミュニケーションコース

    - 児童教育専攻

### 大学院
- 経営学研究科

### 附属機関
- 図書館
  - 旧制高千穂高等商業学校の伝統を受け継ぎ、図書館には経済学・商学関連の稀覯書[4]や社史など多くの書籍を所蔵している。
- 杉並区図書館ネットワーク[5]
  - 杉並区内5大学の高千穂大学、女子美術大学/女子美術大学短期大学部、明治大学、東京立正短期大学、東京女子大学は、図書館の相互利用協定を締結している。学生は協定内の図書館を利用することができる。

### 研究所
- 高千穂大学総合研究所
- アジア研究交流センター - 2016年（平成28年）6月、中国中央財経大学と共同研究20周年を迎える。
- 高千穂学会

## 施設

### キャンパス
- 善福寺川、杉並大宮八幡宮に隣接。自然と文化の調和のとれた閑静な住宅街に立地した、緑の多いキャンパスである。
- 大正2年築の高千穂学園武道場は区内最古の木造学校建築として、杉並区に杉並区指定文化財として指定されている。
  - 京王井の頭線西永福駅北口から徒歩7分
- 東郷平八郎書の「高千穂」碑（昭和8年10月高千穂神社右入り口に建立）が西門付近にある。
- 9号館前に「ニュートンのリンゴの木」の子孫が植えてある。
- セントラルスクエア横に「勧学の碑」が建てられている。碑文は、創立の恩顧者青淵渋沢栄一書「唐韓退之勧学詩」である。この石碑は、前身高千穂高等商業学校設置のころ、創立者川田鐵彌により建てられた。

### 学外施設
- 白根セミナーハウス
  - 所在地：群馬県吾妻郡草津町前口3-107
  - JR吾妻線万座・鹿沢口駅下車、送迎バスあり。施設宿泊やゼミ合宿で利用することができる。
- 登戸総合グラウンド
  - 所在地：神奈川県川崎市多摩区登戸新町1-1
  - JR南武線、小田急小田原線登戸駅下車、徒歩7分。授業やサークル/部活で利用することができる。

## 対外関係

### 大学間交流
- 首都圏西部大学単位互換協定会協定校
- 東京立正短期大学
- 東京経営短期大学

### 国際・学術交流協定校
出典: 
- オレゴン大学（アメリカ・オレゴン州）
- 東呉大学（台湾・台北市）
- 上海師範大学（中国・上海市）
- ヴィクトリア大学（カナダ・ブリティッシュ・コロンビア州）

### スタディ・アブロード
- アメリカ、カナダ、イギリス、アイルランド、オーストラリア、ニュージーランド、他ヨーロッパ圏の多くの中から留学先や留学時期を自由に選択できる。

## 系列校と歴史

### 高千穂の由来
創設者の川田鐵彌が高千穂小学校と名付けたことに始まり、一貫して学校名に高千穂を冠している。日本の建国神話に由来する日本人の心のふるさと、天孫降臨に象徴される日本民族の精神的な発祥の聖地、すなわち日本人の精神的原点を指している。

### 旧制時代
明治から大正期に、高級住宅街として知られた豊多摩郡大久保町（現在は新宿区新宿七丁目）で開校。明治36年 小学校の設立から12年で幼稚園・小学校・中学校・高等商業学校を擁する一貫教育を実現した。創設者の川田鐵彌の教育理念により、創設時より少人数教育で家族的な一貫教育を目指し、新宿、大久保、四谷界隈の資産家や実業家の子弟が学ぶ名門校であった。教授陣は充実し、当時の評議員や式典来賓には、渋沢栄一、男爵団琢磨、公爵山縣有朋など実業界の第一人者、政府高官、貴族の名が連なっており、旧制高千穂高等商業学校は官立の東京高等商業学校や有名私塾と肩を並べると評されていた。
- 創立10周年式典（大正2年/1913年）・講演者 渋沢栄一[7] ・記念品 記念講堂建立（大倉孫兵衛寄贈）[8]
- 創立20周年式典（大正12年/1923年）・講演者 清浦奎吾 ・記念品 記念図書館建立
- 創立30周年記念（昭和7年/1932年）・祝辞 東郷平八郎、山本達雄
- 創立30周年式典（昭和8年/1933年）・講演者 奈良武次 ・祝辞 石黒忠悳・記念品 高千穂神社建立
- 創立40周年式典（昭和18年/1943年）・講演者 石坂泰三 ・祝辞 近衛文麿、岩村通世

### 新制以降
1945年（昭和20年）5月までに空襲で大久保の校舎が全焼し、高千穂経済専門学校（1944年改称）のある杉並区大宮に全てが移転した。戦後の学制改革で幼稚園・小学校・中学校・高等学校へ改組、経専は新制大学へ改組、再び一貫教育の体制が整い、昭和20年代の中学校・高等学校は、商大の他、有名校に多くの進学者を輩出していた。
- 創立50周年式典（昭和27年/1952年）--祝辞：天野貞祐、石黒忠篤

しかし戦後の再建期の中で1953年、創立者の川田鐵彌が倒れ、鐵彌の親族同士の衝突、こと中学校・高等学校校長だった長男・正清と理事長・大学学長だった三男・正斉との対立が激化。これに加えて校内の風紀が著しく悪化し新入生や在校生も減少の一途をたどり、小学校・中学校・高等学校が休校に追い込まれるまでに至った。1953年（昭和28年）の川田鐵彌の発病とつづいての死去から、1963年（昭和38年）の学校再建への着手までの期間は高千穂学校の混乱期であった。
その後、商大卒業生有志が中心となって学校経営体制の刷新に立ち上がり、昭和40年代は、校舎・グラウンドをはじめとした設備面の拡充・教職員の向上・経営体制の整備を着々と推し進め、商大を中心とした学園再建の動きに向かった。幾多の困難の末に混乱は収束し、社会問題であった学生運動、学園紛争の盛んな時期でも、商大では目立った事件・事故はなかった。
- 創立70周年式典（昭和48年/1973年） - 講演者：鈴木健二、記念品：総合体育館建立

### 現在
現在では文系3学部、大学院、付属研究機関を擁する。実学教育、国内外協定校との連携、創設以来の方針である少人数制を活かした教育を目指している。高千穂幼稚園は都内で100年以上の歴史をもつ3つの幼稚園の一つとして知られており、幼稚園歌の作詞は谷川俊太郎、作曲は服部公一である。

## 学生生活

### ゼミナール活動
学内のゼミ発表会は毎年11月に1週間かけて行われる学校をあげての一大イベントである。例年100前後のパートが参加し、聴講者も1万2千人を超える大規模な発表会となっている。
学外のゼミ発表会では日本学生経済ゼミナール（学術団体）大会（日本でも最大規模の学術大会）の加盟校であり、毎年研究成果を発表している。

### サークル活動
体育会は硬式野球部やアメリカンフットボール部など14団体、学術文化団体連合会は簿記会計研究会や軽音楽研究会など8団体がそれぞれ所属している。学術文化団体連合会は、年に一度六月祭という、日ごろの活動の成果を発表する場がある。

### 学園祭
高千穂大学の学園祭は「高千穂祭」と呼ばれ、毎年通例10月に3日間にわたり実施される。アーティストによるコンサート、ミス・ミスターコンテスト、ゼミやクラブが模擬店を出店するなど、たくさんのイベントが開催される。

#### 歴代出演者
| 年             | 出演者                                     |
| -------------- | ------------------------------------------ |
| 2012（第47回） | かりゆし58                                 |
| 2013（第48回） | ハマカーン、おかもとまり、アルコ&ピース    |
| 2014（第49回） | NMB48、Silent Siren、ANNA☆S                |
| 2015（第50回） | May'n、江頭2:50、寺田体育の日、磁石        |
| 2016（第51回） | 若旦那（湘南乃風）、大空直美、ぐるたみん   |
| 2017（第52回） | Juice=Juice                                |
| 2018（第53回） | 青山テルマ、東京03、肉体戦士ギガ、イヌズキ |
| 2019（第54回） | 鈴木愛理                                   |

## 産学連携
- 2006年（平成18年）7月 - 一般社団法人新日本スーパーマーケット協会（旧・社団法人日本セルフ・サービス協会）と産学の協力による共同研究を促進する目的で相互協力提携書を締結する。
- 2016年（平成28年）10月 - 一般社団法人新日本スーパーマーケット協会（旧：社団法人日本セルフ・サービス協会）寄付講座開講10周年記念祝賀会を開催。
- 2017年（平成29年）7月 - 西武信用金庫と地域の活性化と産業の振興を図るため相互に協力し地域社会の発展に寄与することを目的に、包括的連携・協力協定を締結する[13]。

## 大学関係者と組織

### 大学関係者組織
高千穂学園同窓会
会員相互の親睦を図ること、母校の発展を支援することを目的としており、全国に30地区の支部がある。
高千穂大学父母の会
平成12年に発足。大学と家庭との連絡を密にし、相互理解・協力により大学の充実と発展を図ることを目的としている。